# Турищевская волость
Турищевская волость — административно-территориальная единица в составе Дмитровского уезда Орловской губернии.
Административный центр — село Турищево.
Волость была образована в ходе реформы 1861 года; располагалась в северо-западной части уезда. В состав волости входило 7 населённых пунктов.
К 1890 году Турищевская волость была упразднена, а её территория разделена между Веребской, Хотеевской и Работьковской волостями.